# Previž
 Previž   (olaszul: Previso) falu Horvátországban, Isztria megyében. Közigazgatásilag Cerovljéhez tartozik.

## Fekvése
Az Isztriai-félsziget közepén, Pazintól 8 km-re (közúton 12 km-re), községközpontjától 2 km-re északkeletre fekszik. Több kis telep Anzuri, Grandići, Bubići, Čohilji, Grešti, Jurišići, Lovrečići, Previž és Stancija Orlovići tartozik hozzá, melyek a Lipa és Borutski-patakok közötti dombvidéken, valamint Cerovlje és Borut között találhatók.

## Története
A régészeti leletek tanúsága szerint területe már a történelem előtti időben és a római korban is lakott volt. Első említése a 13. században történt az egyházi iratokban, majd 1528-ban a világi iratokban „Prebytschtz, Prebisch” alakban. Az aquileiai pátriárka uralma alá tartozott, majd a 14. században a pazini grófok igazgatása alá került. A velenceiek és a Habsburgok közötti harcokban többször szenvedett súlyos károkat, ezért lakosságának száma csökkent. A 16. században , de valószínűleg még előbb is erős glagolita hagyomány élt a településen. Ennek ékes bizonyítéka egy késő gótikus aranyozott kehelybe Ivan Bubić pap által bekarcolt 1588-as felirat. Egyházilag Previž annak megszűnéséig a pićani püspökséghez tartozott. Káplánját a helyiek választhatták és neki fizették az egyházi tizedet. A Pazintól az Učka-hegység felé vezető főút megépítését követően a 19. század elején lakosságának száma ismét növekedett, különösen azután, hogy ötven évvel később a vasútvonal is megépült. A településnek 1857-ben 162, 1910-ben 233 lakosa volt. Lakói szőlő és gyümölcstermesztéssel, valamint állattartással foglalkoztak. 2011-ben 82 lakosa volt.

## Lakosság
| Lakosság változása | Lakosság változása | Lakosság változása | Lakosság változása | Lakosság változása | Lakosság változása | Lakosság változása | Lakosság változása | Lakosság változása | Lakosság változása | Lakosság változása | Lakosság változása | Lakosság változása | Lakosság változása | Lakosság változása | Lakosság változása |
| ------------------ | ------------------ | ------------------ | ------------------ | ------------------ | ------------------ | ------------------ | ------------------ | ------------------ | ------------------ | ------------------ | ------------------ | ------------------ | ------------------ | ------------------ | ------------------ |
| 1857               | 1869               | 1880               | 1890               | 1900               | 1910               | 1921               | 1931               | 1948               | 1953               | 1961               | 1971               | 1981               | 1991               | 2001               | 2011               |
| 162                | 168                | 210                | 212                | 222                | 233                | 0                  | 0                  | 217                | 233                | 154                | 138                | 113                | 106                | 88                 | 82                 |

## Nevezetességei
Szent Márton tiszteletére szentelt temploma a 16. században épült a korábbi templom helyén, a benne található román stílusú kápolna a 13. – 14. században épült. A templomot 1690-ben bővítették, 1990-ben megújították.